# TSST

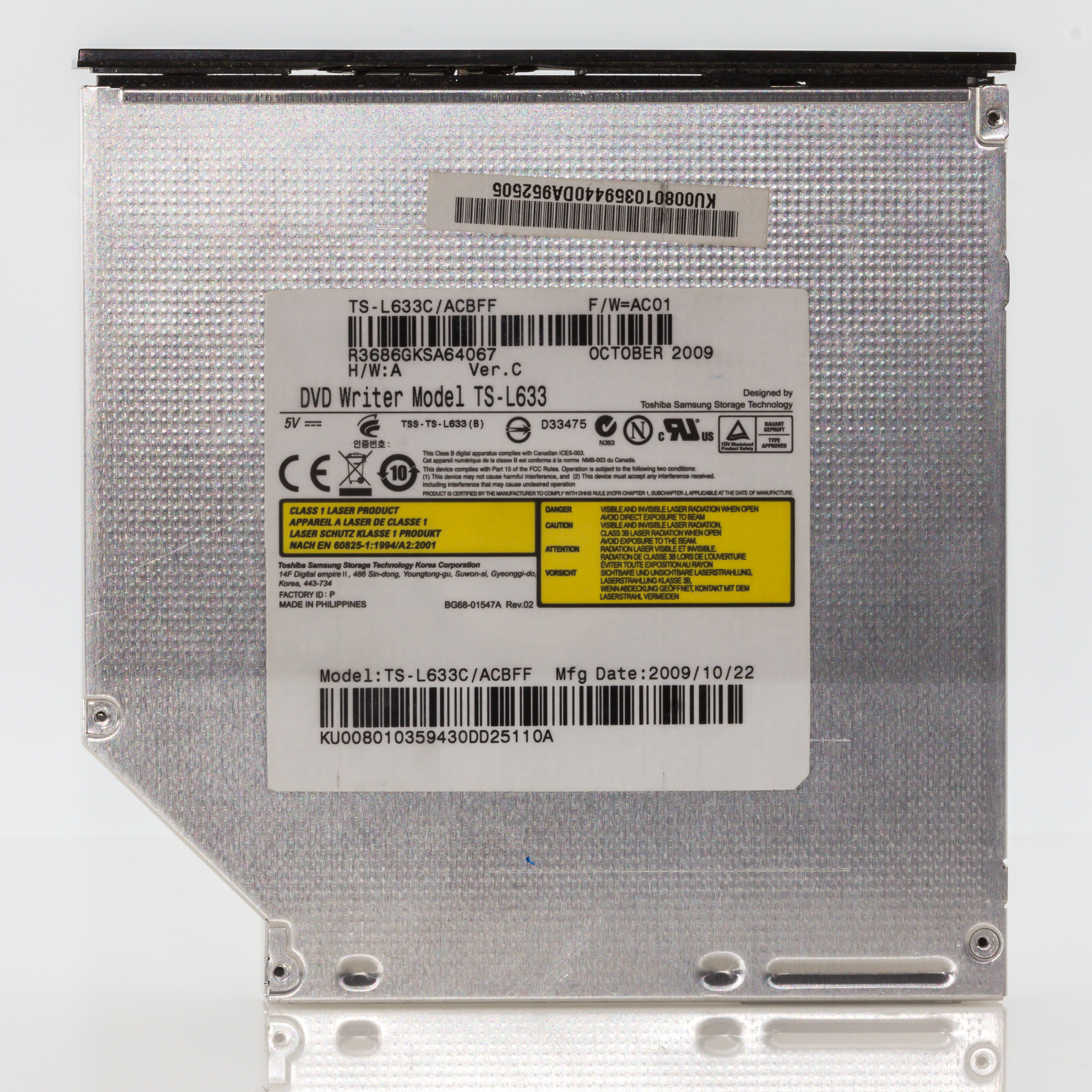
Slimline-DVD-Brenner TS-L633 von Toshiba Samsung Storage Technology

Das Joint Venture TSST (Toshiba Samsung Storage Technology Corporation) wurde 2004 gegründet.
Toshiba hält 51 Prozent, Samsung die restlichen 49 Prozent.
TSST hat seine Hauptsitze in Kawasaki (Kanagawa), Japan und Suwon, Korea und bündelt die Planung, Entwicklung, Beschaffung und Vertrieb der Partner.
Im August 2004 wurde das erste DVD-ROM-Laufwerk auf den Markt gebracht. Seit dieser Zeit ist das Joint Venture als Lieferant von CD- und DVD-Laufwerken sowie Brennern aufgetreten. Bisher war die Produktlinie von TSST eher auf Toshibas Unternehmensstrategie ausgelegt. Beispielsweise wurde im September 2007 ein Slim HD-DVD-Laufwerk für Notebooks auf den Markt gebracht. Mitte April 2016 stellte man die Produktion optischer Laufwerke ein. Gründe hierfür waren das Aufkommen des Streamings und steigende Verkaufszahlen bei Notebooks ohne optisches Laufwerk.